# شهرستان تیران و کرون
شهرستان تیران و کَروَن یکی از شهرستان‌های استان اصفهان است. مرکز این شهرستان، شهر تیران است.
عبور جادهٔ غرب کشور از طریق استان چهارمحال و بختیاری باعث رونق شهرستان گردیده است. ایجاد کارخانه‌های سنگ‌بری متعدد در رضوان‌شهر و همچنین توسعهٔ منطقهٔ صنعتی شهر تیران باعث ایجاد هزاران شغل برای مردم منطقه گردیده است. واژهٔ کرون یعنی جایی که قنات‌های زیادی دارد.

## تقسیمات کشوری
شهرستان تیران و کرون دارای ۲ بخش، ۴ دهستان و ۳ شهر به شرح زیر است:

### شهرستان تیران و کرون
| بخش   | مرکز بخش | جمعیت بخش ۱۳۹۵ | نام دهستان | مرکز دهستان | جمعیت دهستان ۱۳۹۵ | شهر            | جمعیت شهر ۱۳۹۵       |
| ----- | -------- | -------------- | ---------- | ----------- | ----------------- | -------------- | -------------------- |
| مرکزی | تیران    | ۳۸٬۸۸۹ نفر     | ورپشت      | ورپشت       | ۹٬۲۹۹ نفر         | تیران رضوانشهر | ۲۴٬۳۴۵ نفر ۳٬۶۰۶ نفر |
| مرکزی | تیران    | ۳۸٬۸۸۹ نفر     | رضوانیه    | رضوانشهر    | ۴٬۳۰۳ نفر         | تیران رضوانشهر | ۲۴٬۳۴۵ نفر ۳٬۶۰۶ نفر |
| کرون  | عسگران   | ۳۲٬۶۸۴ نفر     | کرون سفلی  | افجان       | ۱۸٬۰۶۶ نفر        | عسگران         | ۴٬۸۵۸ نفر            |
| کرون  | عسگران   | ۳۲٬۶۸۴ نفر     | کرون علیا  | عسگران      | ۷۵۶۰نفر           | عسگران         | ۴٬۸۵۸ نفر            |

## مناطق شهرستان
در سال ۱۳۷۶ بخش کرون از شهرستان نجف آباد منتزع و به یک شهرستان مستقل بنام تیران و کرون تبدیل شد.
- بخش مرکزی: (تیران، خیرآباد، خمیران، هومان، عزیزآباد، رضوانشهر، آب پونه، حسن‌آباد ابریزه، ورپشت، تندران، کوهان، خرمنان، جعفرآباد، جاجا)
- بخش کرون: (تقی‌آباد، افجان، مهدی‌آباد، محمدیه، میرآباد، گنهران، دره‌بید، چشمه احمدرضا، کرد علیا، دولت‌آباد، کرد سفلی، قلعه ناظر، دوتو، عسگران، الور، حسن‌آباد علیا، آبگرم، قهریزجان، نسیم‌آباد، حسن‌آباد وسطی، قاسم‌آباد، بودان، سوران، حسین‌آباد)

در حدود ۶۰ روستا و دو شهر رضوانشهر و عسگران از توابع این شهرستان هستند.

## جمعیت
بنابر سرشماری مرکز آمار ایران، جمعیت شهرستان تیران و کرون در سال ۱۳۹۹ برابر با ۷۰٫۳۱۵ نفر بوده است و مردم این منطقه، به زبان فارسی سخن می‌گویند.

## کشاورزی

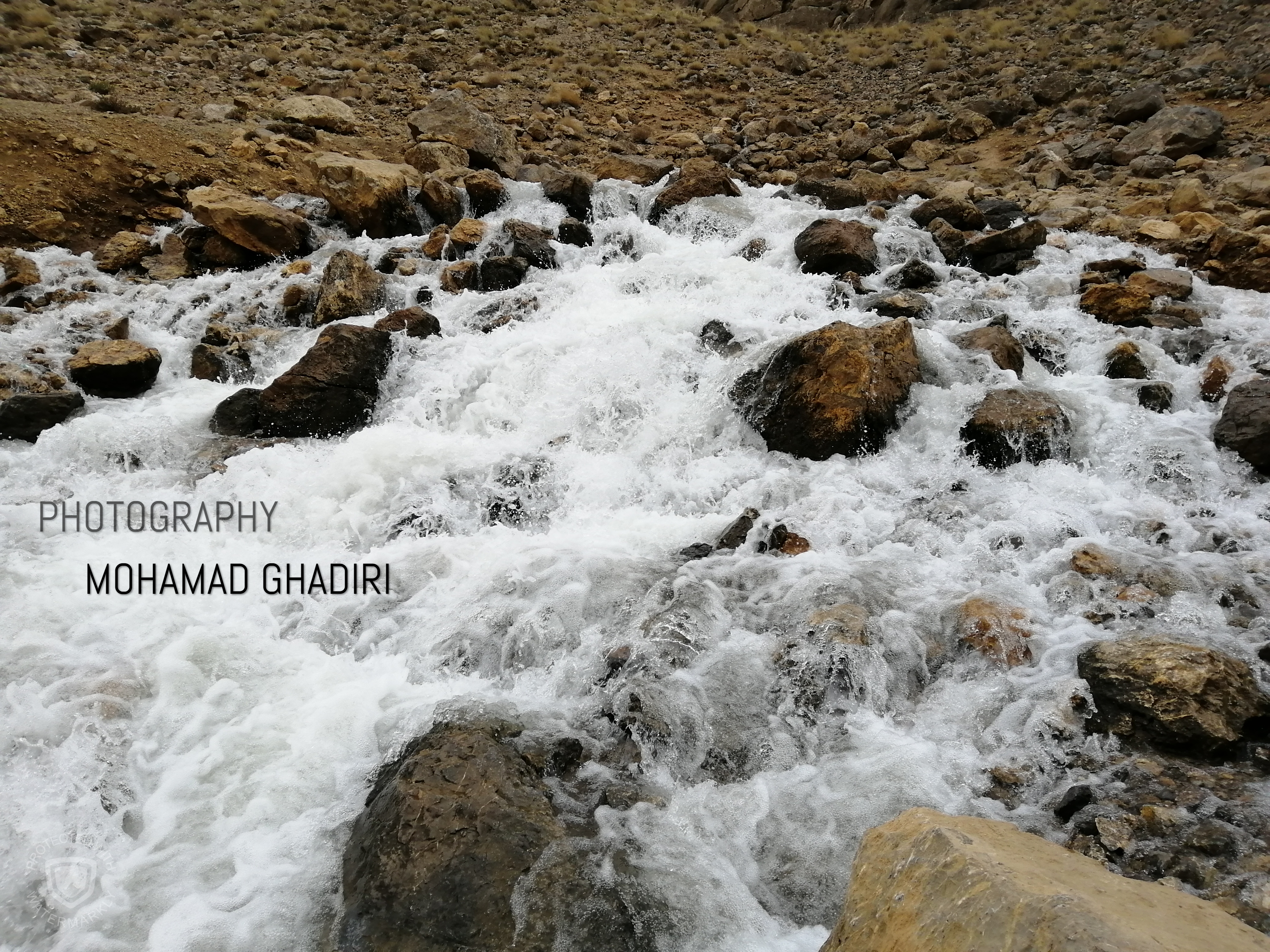
چشمه مرغاب شهر عسگران در بخش کرون

از محصولات مهم کشاورزی این شهرستان می‌توان به گندم، جو، بادام، گردو، انگور، انار، زردآلو، آلبالو، هلو، زعفران، سیر، پیاز، ذرت، نهال‌های درختی، صیفی‌جات و موسیر اشاره نمود.

## تاریخ

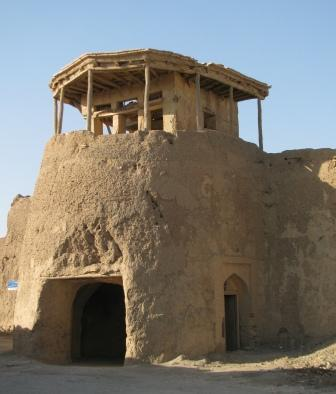
دروازه قلعه تاریخی حسن‌آباد آبریزه

دلیل این‌که پسوند نام خانوادگی بسیاری از افراد این شهر تهرانی می‌باشد آن است که در گذشته، نام این شهر طهران بوده است. تیران متشکل از دو کلمه «تیر» به معنی درخت و بیشه و «آن» محل آن می‌باشد. کرون نیز از «کر» به معنی توانا و «ون» نسبت آن است.
در دورهٔ قاجاریه کرون از توابع اصفهان به‌شمار می‌رفته، و شامل دو قسمت علیا و سفلی بوده که مساحتی حدود ۴ × ۱۲ فرسخ را دربر می‌گرفته است. آبادی‌های معروف کرون علیا دهق، علویجه و هُسنیجه بوده است؛ تیران و عسگران نیز از آبادی‌های معروف کرون سفلی به‌شمار می‌رفته است. در منابع دورهٔ قاجاریه نام‌این شهر، به صورت طهران، تیران و آهنگران نیز نوشته شده است.
در سال۱۳۷۶، بخش کرون از شهرستان نجف آباد منتزع و سپس شهرستان تیران و کرون به مرکزیت شهر تیران تشکیل شد که مشتمل بر دو بخش، چهار دهستان (رضوانیه، وَرْپُشت، کرون سفلا و کرون علیا) و شهر تیران بود. در خرداد ۱۳۷۹ عسگران تبدیل به شهر شد و به‌عنوان مرکز بخش کرون، در ترکیب شهرستان تیران و کرون درآمد.

## گردشگری
1. پارک ملی و پناهگاه حیات وحش قمیشلو میزبان گونه‌های مختلفی از حیات وحش، شامل قوچ‌ومیش، پستانداران دیگری از قبیل آهو، کل و بز، پلنگ، گربهٔ وحشی، گرگ، روباه، کفتار، شغال، خرگوش، جوجه‌تیغی، تشی و نیز خزندگانی نظیر مار، مارمولک، بزمجه، لاک‌پشت و پرندگانی شکاری مانند عقاب طلایی، شاهین، بالابان، بحری، کرکس، قرقی و پرندگان دیگری از جمله کبک، تیهو، کوکر، باقرقره و کبوتر است.[نیازمند منبع] این زیستگاه، از قدیمی‌ترین ایام، محل تفرجگاه پادشاهان بوده است و به همین مناسبت است که بعضی از آنان مانند شاه عباس یکم و مسعود میرزا ظل‌السلطان در این منطقه قصرهایی را ساخته که یکی از قصرها و پارک‌ها متعلق به ظل‌السلطان است که در این ناحیه، شکل یک دهکده را به خود گرفته است. این عمارت و باغ از آثار تاریخی دوران حکومت مسعود میرزا است.[نیازمند منبع]
2. چشمه مرغاب: یکی از پرآب‌ترین چشمه‌های غرب استان اصفهان که از بخش کرون و شهر عسگران سر چشمه گرفته و به سد شهید منتظری (خمیران) منتهی می‌شود.
3. آبشار کرد علیا: این آبشار در منطقه کرون و درجنوب غربی روستای کرد علیا قرار دارید که بیشتر در فصل بهار دارای آب می‌باشد.
4. منطقهٔ حفاظت شدهٔ دالان‌کوه
5. دربند و چاه طبیعی دیو
6. امامزاده احمدرضا
7. لاله‌های واژگون دالانکوه
8. سد خمیران
9. لاسمیون
  1. شهر زیرزمینی کرد علیا
10. چشمه شاهی کرد علیا: این چشمه در جنوب غربی روستای کرد علیا قرار دارید که دارای سد خاکی نیز می‌باشد و در بهار بیشترین میزان آبدهی را دارا می‌باشد.
11. قلعهٔ تاریخی قمیشلو: در ۱۲ کیلومتری شمال شرقی شهر تیران با مساحت تقریبی ۹ هزار متر مربع در مرکز پارک ملی قمیشلو واقع شده است.[نیازمند منبع] قدمت ساخت قلعه به ۱۴۰ الی ۱۶۰ سال قبل بر می‌گردد.[نیازمند منبع]
12. قلعه و شکارگاه جوزک کرد سفلی[۶]

شکارگاه و قلعه جوزک واقع در ۱۵ کیلومتری شمال روستای کرد سفلی و از مناطق ییلاقی مورد توجه حاکمان اصفهان به ویژه در دوره حکومت قاجار و شخص ظل السلطان فرزند ناصرالدین شاه و حاکم اصفهان بود. ظل السلطان تابستان ها هنگام حضور در تفرجگاه قمشلو در نزدیکی شهر تیران برای شکار همواره در شکارگاه جوزک نیز حضور پیدا می کرد و حتی برای اقامت قلعه ای کوچک نیز آنجا بنا کرده بود که هنوز آثاری از آن به صورت مخروبه بر جا مانده که معمولا محل اطراق دامداران روستاهای اطراف شده است.